# Enicospilus damius
Enicospilus damius là một loài tò vò trong họ Ichneumonidae.